# All Sparks
All Sparks is de vierde single van het debuutalbum The Back Room van de Britse indierockband Editors. Het nummer kwam uit op 27 maart 2006.
All Sparks heeft een intieme sfeer. Het lied gaat over hoop. De opvatting van Editors is dat wanneer men last heeft van frustraties, men in moet zien dat er altijd hoop is.

## Uitgaven

### Cd-single
1. "All Sparks"
2. "The Diplomat"

### Maxi-cd
1. "All Sparks"
2. "From the Outside"
3. "All Sparks" (Cicada Remix)
4. "All Sparks" (video)

### Vinyl 7"
1. "All Sparks"
2. "Someone Says" (akoestisch)